# Gordon Schildenfeld
Gordon Schildenfeld (Šibenik, 18. ožujka 1985.) hrvatski je nogometni trener i bivši nogometaš. Trenutačno je trener kluba Vukovar 1991. Kao igrač igrao je na poziciji braniča.

## Klupska karijera

### HNK Šibenik
Gordon Schildenfeld prve nogometne korake učio je u rodnome Šibeniku. Za seniorsku momčad HNK Šibenika zaigrao je već sa 16 godina, kada ga je protiv Kamen Ingrada u igru nakratko stavio tadašnji trener Stanko Mršić. Do pravog izražaja došao je u sezoni 2005./06. u drugoj hrvatskoj ligi. Tada ga je, zajedno s Antom Rukavinom u prvu momčad stavio tadašnji trener Ivan Pudar. I jedan i drugi pomogli su Šibenčanima na putu do prve lige. Iako je uvijek igrao na stoperskoj poziciji, Schildenfeld se iskazao vrlo dobrom tehnikom i pregledom igre. To je posebno došlo do izražaja na dvoranskom prvenstvu 2006., gdje je bio jedan od boljih igrača. 
Nakon prve prvoligaške sezone za njegove su se usluge zanimali vodeća dva kluba lige, Hajduk i Dinamo. Prva je ideja bila da u paketu s Rukavinom završi na Poljudu, što je bilo vrlo izvjesno dok se u igru nije upleo Dinamo. Popularno zvanom Šifi ugovor je istjecao 2007. godine, pa je na zimu mogao potpisati za bilo koga bez znanja kluba. Hajduk se, navodno, nije dovoljno potrudio privuči ga u svoje redove pa je želio otići prema Zagrebu, kamo ga je, prema nekim pričama, usmjeravao kapetan kluba Joso Bulat. 

### Dinamo Zagreb
Drugoga dana 2007. godine potpisao je ugovor s Dinamom ustvrdivši kako mu je kao navijaču modrog kluba uvijek bila želja samo taj klub. Iako je po ugovoru bio dužan ostati još jednu polusezonu na Šubićevcu, klubovi su dogovorili njegov prijelaz u glavni grad odmah nakon potpisa ugovora. U Dinamu je debitirao protiv Rijeke na Kantridi i odmah potvrdio kako se radi o pojačanju. 

### Beşiktaş JK
U polusezoni 2007./08. momčad turskoga kluba Beşiktaşa dovela je Schildenfelda u svoje redove nakon što im je propao transfer Dina Drpića. 

## Reprezentativna karijera
U mladoj reprezentaciji zabilježio je tek 17 minuta protiv Danske ušavši umjesto Nevena Vukmana. Za hrvatsku A reprezentaciju nastupa od 2009. godine. Schildenfeld je zabio svoj prvi gol za Hrvatsku u kvalifikacijskoj utakmici protiv Norveške, 28. ožujka 2015.
Hrvatski nogometni izbornik objavio je u svibnju 2016. popis za nastup na Europskom prvenstvu u Francuskoj, na kojem je se nalazio Schildenfeld.

## Vanjske poveznice
- Profil, Hrvatski nogometni savez
- Profil, Soccerway (engl.)
- Profil, Transfermarkt (engl.)